# Zuzanna Wiśniewska
Zuza Wiśniewska, właśc. Zuzanna Wiśniewska (ur. 18 sierpnia 1995 w Toruniu) – polska wokalistka, autorka tekstów piosenek, kompozytorka, producentka muzyczna i ukuleleistka.

## Życiorys

### Edukacja
Zuzanna Wiśniewska ukończyła VIII Liceum Ogólnokształcące w Toruniu.
W 2018 roku obroniła pracę licencjacką na kierunku kulturoznawstwo na Uniwersytecie Adama Mickiewicza w Poznaniu, a w 2020 roku tytuł magistra na kierunku edukacja artystyczna w zakresie sztuki muzycznej Uniwersytetu Kazimierza Wielkiego w Bydgoszczy.

### Kariera artystyczna
Jak nastolatka uczęszczała do amatorskiego zespołu artystycznego Teatr R. Bezimienni, działającego przy Młodzieżowym Domu Kultury w Toruniu.
Wokalistka jest laureatką wielu prestiżowych ogólnopolskich i międzynarodowych festiwali piosenki poetyckiej, artystycznej i literackiej, m.in. Ogólnopolskich Spotkań Zamkowych „Śpiewajmy Poezję” w Olsztynie, Festiwalu Interpretacji Piosenki Aktorskiej FIPA, 57. Studenckiego Festiwalu Piosenki w Krakowie czy Festiwalu im. Jacka Kaczmarskiego „Nadzieja” w Kołobrzegu.
Od 2017 roku artystka tworzy teksty piosenek i muzykę autorską.
W 2020 roku artystka skomponowała muzykę do wierszy Konstantego Illdefonsa Gałczyńskiego na potrzeby spektaklu Studia Warsztat pt. „Nie jestem sama”.
W 2021 roku nakładem Agencji Artystycznej MTJ ukazała się debiutancka płyta „Lusterka”.

## Nagrody i wyróżnienia

### Wybrane nagrody i wyróżnienia
- I nagroda 57. Studenckiego Festiwalu Piosenki w Krakowie
- Nagroda publiczności Festiwalu Twórczości „Korowód” 2020[6]
- I nagroda V. Festiwalu Twórczości Wojciecha Młynarskiego
- I nagroda Ogólnopolskiego Konkursu UnderGramy[7]
- Grand Prix Festiwalu Interpretacji Piosenki Aktorskiej w Bydgoszczy (2016[8], 2019[9])
- I nagroda 46. Ogólnopolskich Spotkań Zamkowych „Śpiewajmy Poezję”[10]
- I nagroda 28. Finału Turnieju Poezji Śpiewanej w ramach Ogólnopolskiego Konkursu Recytatorskiego (reprezentant województwa Kujawsko-pomorskiego)[11]
- I nagroda i nagroda specjalna im. W. Stasiaka XIV Festiwalu im. Jacka Kaczmarskiego „Nadzieja”[12]
- I nagroda Międzynarodowego Festiwalu Pieśni i Poezji Włodzimierza Wysockiego „Tropami Wysockiego” za twórczą interpretacje piosenek autora (2019, 2017)
- I nagroda XIX Ogólnopolskiego Przeglądu Piosenki Poetyckiej w Olesnie (2018)[13]
- I nagroda 12. Festiwalu Ogólnopolskiego Piosenki Artystycznej w Ślesinie[14]
- I nagroda Ogólnopolskiego Festiwalu Poezji Śpiewanej i Piosenki Autorskiej FORMA (2019)[15]
- I nagroda oraz nagroda im. Agnieszki Osieckiej za twórczą interpretacje piosenek autorki 7. Festiwalu im. Piotra Skrzyneckiego[16]
- II nagroda I Festiwalu Twórczości Przemysława Gintrowskiego „Pamiątki”[17]
- II nagroda Poetyckiej Stajni w Dzierżoniowie (2017)
- II nagroda XXVIII Ogólnopolskiego Festiwalu Piosenki Poetyckiej „Kwiaty na kamieniach”
- II nagroda IX Festiwalu Piosenki Autorskiej i Poetyckiej „Metamorfozy Sentymentalne”

## Dyskografia

### Wydawnictwa płytowe
| Rok  | Dane dot. albumu                                                           |
| ---- | -------------------------------------------------------------------------- |
| 2021 | Lusterka - Wydany: 17 września 2021 - Wytwórnia: MTJ - Format: CD, digital |

### Single
| Rok  | Tytuł            | Album    |
| ---- | ---------------- | -------- |
| 2020 | „K.”             | -        |
| 2020 | „Dzika różyczka” | -        |
| 2021 | „Zwierciadła”    | Lusterka |
| 2021 | „Litania”        | Lusterka |

### Wystąpienia gościnne
| Rok  | Wykonawca/Tytuł                                      | Wydawnictwo    | Utwór/Rodzaj udziału                                                                       |
| ---- | ---------------------------------------------------- | -------------- | ------------------------------------------------------------------------------------------ |
| 2017 | Dobre piosenki: Bretolt Brecht zaśpiewany            | MTJ            | „Pieśń o wdowach”, tł. Roman Kołakowski - wykonanie utworu                                 |
| 2017 | Dobre piosenki: Krzysztof Kamil Baczyński zaśpiewany | MTJ            | „Deszcze”, słowa Krzysztof Kamil Baczyński, muzyka Zuzanna Wiśniewska, Grzegorz Wiśniewski |
| 2021 | Karolina Lizer - Lśniąca. Łąkowe Historie.           | Maria Zarzycka | „Ptasi lot”, „Usypianka” - teksty piosenek                                                 |